# Dettingen unter Teck
Dettingen unter Teck è un comune tedesco di 5 642 abitanti, situato nel land del Baden-Württemberg.